# Караколь (Атбасарський район)
Карако́ль (каз. Қарақол) — село у складі Атбасарського району Акмолинської області Казахстану. Входить до складу сільського округу Акана Курманова.
Населення — 63 особи (2021; 198 у 2009, 329 у 1999, 381 у 1989).
Національний склад станом на 1989 рік:
- казахи — 54 %;
- росіяни — 27 %.

У радянські часи село називалось Гайдар.